# Przemysław Pahl
Przemysław Pahl (ur. 4 sierpnia 1955) – polski perkusista rockowy.

## Życiorys
Od września 1982 do marca 1984 oraz w listopadzie i grudniu 1985 muzyk zespołu Lombard, z którym nagrał płyty Live oraz Wolne od cła. Współpracował również z Haliną Frąckowiak i zespołami Stress, Heam, Kombi i Turbo. Obecnie jest muzykiem grupy Antykwariat Quintet. Mieszka w USA.